# Hans Leo Przibram

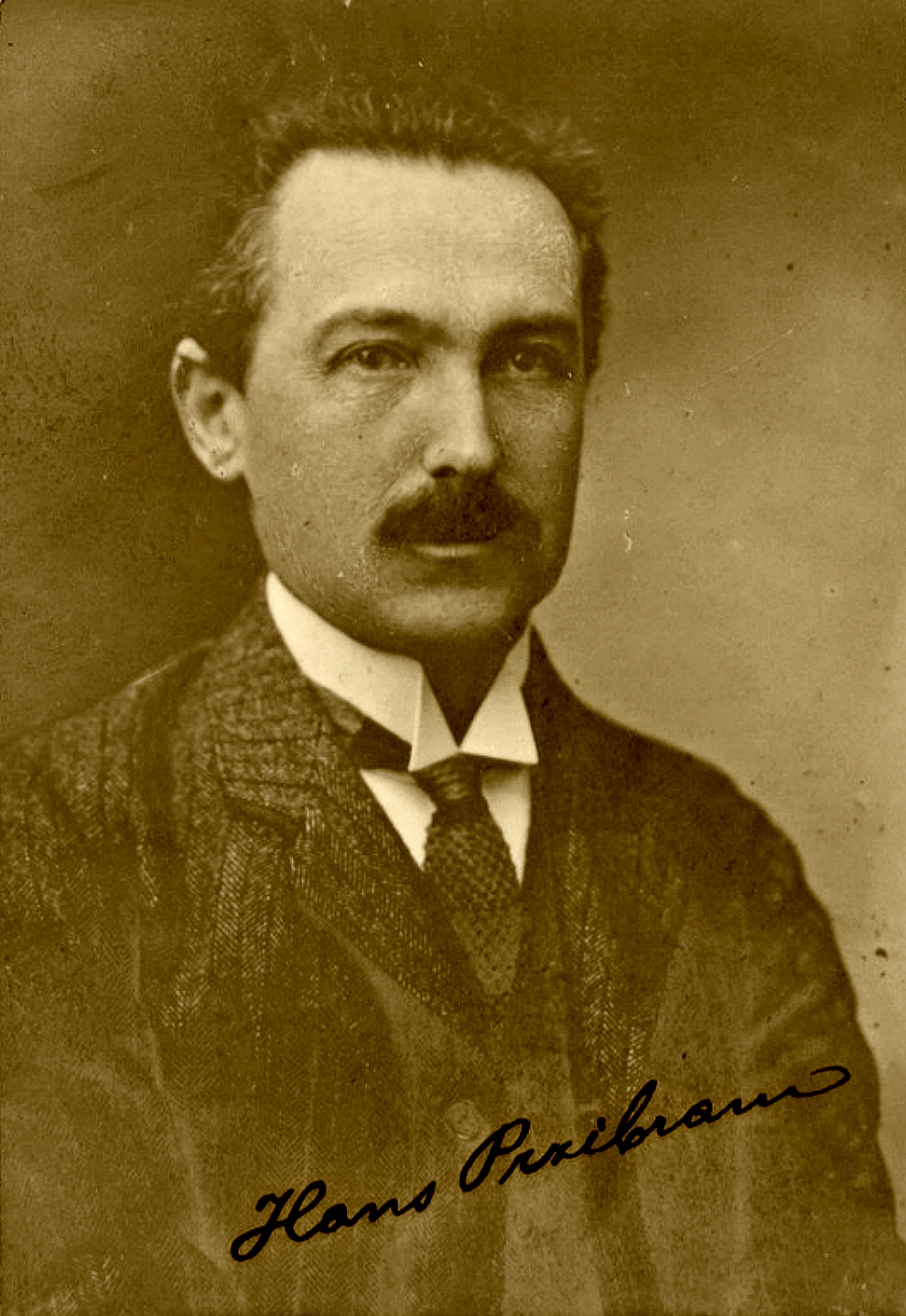
Hans Leo Przibram

Hans Leo Przibram [ˈpʃɪbram] (ur. 7 lipca 1874 w Lainz, zm. 20 maja 1944 w KZ Theresienstadt) – austriacki zoolog, twórca doświadczalnej biologii w Austrii.
Przibram założył pierwszą stację doświadczalną, Biologische Versuchsanstalt w wiedeńskim Vivarium. Nauczyciel Paula Kammerera. Jego brat Karl Przibram (1878–1973) był fizykiem. 
Jego pierwszą żoną była Polka Anna Komorowska, która urodziła trzy córki Marguerite, Verę i Doris. Anna zmarła w 1933. 

## Prace
- Experimental-Zoologie; eine zusammenfassung der durch Versuche ermittelten Gesetzmäszigkeiten tierischer formen und Verrichtungen (1907). vol. 1 PDF vol. 2 PDF vol. 4 PDF vol. 5 PDF w Internet Archive